# Studený (Kunratice)
Studený – miejscowość w północnych Czechach, w kraju ujskim, powiecie Děčín, w gminie Kunratice.

## Położenie
Studený położona jest w północnych Czechach, na dwóch obszarach chronionego krajobrazu, północno-wschodniej części obszaru Łabskich Piaskowców (czes. CHKO Labské pískovce) i środkowo-zachodniej części obszaru Gór Łużyckich (CHKO Lužicke hory), na wysokości 320–380 m n.p.m., około 3,5 km., na południowy zachód, od centrum miejscowości Chřibská.

## Opis
Stara, śródgórska miejscowość letniskowa, położona w głębokiej dolinie górskiego potoku Studený, między Górami Łużyckimi, a Pavlínino údolí, doliną górskiej rzeki Chřibská Kamenice. Jest to wiejska miejscowość charakteryzująca się rozrzuconą, luźną zabudową. Większość zabudowań stanowią zabytkowe budynki, położone wzdłuż drogi. W centrum wioski zachował się obelisk upamiętniający mieszkańców poległych w I i II wojnie światowej. Prz drodze do doliny Pavlínino údolí pol. Doliny Pauliny znajduje się skalna kapliczka z 1760 roku. W okolicy do dziś zachowały się historyczne domki – symbole architektury ludowej. Nad miejscowością góruje Studenec (737 m) wznosząca się po południowo-wschodniej stronie.

## Turystyka
Wzdłuż wsi prowadzi szlak turystyczny
 czerwony - Europejski długodystansowy szlak pieszy E3.

### Ciekawe miejsca
- Pavlínino údolí kanionowata przełomowa dolina rzeki Chřibské Kamenice